# Râul Mituțu
Râul Mituțu este un curs de apă, afluent de dreapta al râului Olt.

## Afluenți
Râul Mituțu nu are afluenți semnificativi pentru a fi notabili.